# Riga toni
Riga toni (лат.) — вид ископаемых короткоусых двукрылых насекомых, единственный в составе рода Riga из семейства Mythicomyiidae.

## Описание
Мелкие мухи с длиной 1,9 мм. Голова в основном чёрная, усики и грудь (мезонотум, скутеллюм, плевры) тёмно-коричневые, брюшко коричневое. Имеет сходство с современным видом Reissa roni Evenhuis & Báez и видами рода Pieza Evenhuis по наличию закрытой и треугольной первой субмаргинальной ячейкой крыла и по усиковому стилусу, размещённому субапикально на втором флагелломере; также сходен с родом Reissa по полной костальной жилке и по отсутствию жилки A1. Кроме того, он отличается от обоих родов сильно увеличенным мезонотумом груди (одинаковой высоты и длины), что делает эту горбатость похожей на представителей родов Platypygus Loew и Mythicomyia Coquillett (мезонотум у Reissa и Pieza сплющены дорзально) и сближенными глазами (разделены расстоянием равным по ширине 2—3 омматидиям) (глаза явно голоптические у Reissa и Pieza и разделены расстоянием равным по ширине более чем 10 омматидиям). Обнаружены в эоценовом ровенском янтаре (33—37 млн лет). Вид был впервые описан в 2013 году диптерологом Нилом Эвенхусом (Center for Research in Entomology, Bishop Museum, Гонолулу, Гавайи, США) по голотипу в куске янтаря размером около 1 см. Родовое название дано в честь астероида (1796) Рига (который, в свою очередь, был назван в честь города Рига). Видовое название дано в честь энтомолога Тони Шелли (Anthony «Tony» Shelley) за его вклад в диптерологию.